# Vecelino
Vecelino, anche Vecellino e Vencellino, (fl. X-XI secolo), fu un importante comandante militare di Stefano I d'Ungheria alla fine del X e all'inizio dell'XI secolo. Era di origine bavarese e proveniva da Wasserburg o Weissenburg.